# Stephen Vincent Benét
Stephen Vincent Benét (Bethlehem, Pensilvania; 22 de julio de 1898-Nueva York, 13 de marzo de 1943) fue un escritor, poeta y novelista estadounidense. Es muy conocido por su poema sobre la guerra civil estadounidense, John Brown's Body, publicado en 1928. Ganó un Premio Pulitzer de Poesía por dicha obra en 1929.
Su cuento de fantasía "The Devil and Daniel Webster" ganó un Premio O'Henry, y fue la base de una ópera de un solo acto compuesta por Douglas Moore. 

## Biografía
Benét nació en el seno de una familia de tradición militar con raíces españolas, concretamente de Menorca. Durante su juventud residió principalmente en Benicia, California. De adolescente fue enviado a la Academia Militar Hitchcock. Se graduó en la Academia de Albany en Albany (Nueva York)y la Universidad de Yale, y ganó un segundo, y póstumo, Premio Pulitzer en 1944 por Western Star, un poema sin terminar sobre la colonización de América.
El último verso de uno de sus poemas, Bury My Heart at Wounded Knee da el título al libro de Dee Brown sobre la destrucción de las tribus indígenas de Norteamérica, Enterrad mi corazón en Wounded Knee.
Su hermano, William Rose Benét (1886–1950) fue poeta, antólogo y crítico, autor de una conocida obra de referencia, The Reader's Cyclopedia (1948).

## Obras
- Five Men and Pompey, 1915
- The Drug-Shoop, 1917
- Young Adventure, 1918
- Heavens and Earth, 1920
- The Beginnings of Wisdom, 1921
- Young People's Pride, 1922
- Jean Huguenot, 1923
- The Ballad of William Sycamore, 1923
- King David, 1923
- Nerves, 1924 (with John Farar)
- That Awful Mrs. Eaton, 1924 (with John Farrar)
- Tiger Joy, 1925
- Spanish Bayonet, 1926
- John Brown's Body, 1928
- The Barefoot Saint, 1929
- The Litter of Rose Leaves, 1930
- Abraham Lincoln, 1930 (screenplay with Gerrit Lloyd)
- Ballads and Poems, 1915-1930, 1931
- A Book of Americans, 1933 (with Rosemary Carr Benét)
- James Shore's Daughter, 1934
- The Burning City, 1936 (includes 'Litany for Dictatorships')
- The Magic of Poetry and the Poet's Art, 1936
- The Headless Horseman, 1937
- Thirteen O'Clock, 1937
- Johnny Pye and the Fool Killer, 1938
- Tales Before Midnight, 1939
- The Ballad of the Duke's Mercy, 1939
- Nightmare at Noon, 1940
- Elementals, 1940-41 (broadcast)
- Freedom's Hard-Bought Thing, 1941 (broadcast)
- Listen to the People, 1941
- A Summons to the Free, 1941
- Cheers for Miss Bishop, 1941 (screenplay with Adelaide Heilbron, Sheridan Gibney)
- They Burned the Books, 1942
- Selected Works, 1942 (2 vols.)
- Short Stories, 1942
- Nightmare at Noon, 1942 (in The Treasury Star Parade, ed. by William A. Bacher)
- A Child is Born, 1942 (broadcast)
- They Burned the Books, 1942 (broadcast)

### Obras póstumas
- Western Star, 1943 (unfinished)
- America, 1944
- O'Halloran's Luck and Other Short Stories, 1944
- We Stand United, 1945 (radio scripts)
- The Bishop's Beggar, 1946
- The Last Circle, 1946
- Selected Stories, 1947
- From the Earth to the Moon, 1958